# Valère Thiébaud
Pour les articles homonymes, voir Thiébaud.
Valère Thiébaud, né le 26 janvier 1999 à Neuchâtel, est un coureur cycliste suisse, spécialiste de la piste.

## Biographie
En 2017, chez les juniors (moins de 19 ans), Valère Thiébaud est champion de Suisse sur route et troisième du contre-la-montre. Sur piste, il remporte une médaille de bronze en poursuite par équipes aux championnats d'Europe juniors, avec Scott Quincey, Mauro Schmid et Alex Vogel. Il participe également aux championnats du monde sur piste juniors, où il termine quatrième de la poursuite individuelle. cinquième de la poursuite par équipes (en établissant un nouveau record national junior en 4 min 4s 299) et sixième de la course à l'américaine, associé avec Mauro Schmid.
En 2018, il est sélectionné pour les championnats du monde sur piste élites à Apeldoorn et se classe sixième de la poursuite par équipes. Aux championnats d'Europe sur piste espoirs (moins de 23 ans) disputés à domicile à Aigle, il remporte l'argent dans la poursuite par équipes avec Lukas Rüegg, Stefan Bissegger et Robin Froidevaux. L'année suivante, lors des mêmes championnats, il est médaillé de bronze avec Robin Froidevaux, Mauro Schmid et Alex Vogel. Il est également vice-champion d'Europe de course aux points espoirs. Aux championnats d'Europe espoirs de 2020, il décroche l'argent sur la course à l'américaine avec Robin Froidevaux. En octobre, il remporte l'argent sur la poursuite par équipes des championnats d'Europe à domicile à Granges, résultat qu'il considère comme le point fort de sa carrière.
En 2021, sur route, il se classe cinquième lors d'un championnat espoirs organisé conjointement avec les allemands et les luxembourgeois, et devient ainsi champion de Suisse sur route espoirs. La même année, il se classe huitième de la poursuite par équipes aux Jeux olympiques de Tokyo avec Froidevaux, Stefan Bissegger, Cyrille Thièry, Théry Schir et Mauro Schmid. 
Il rejoint ensuite l'AVC Aix-en-Provence en 2022, club français de division nationale 1.
En 2022 et 2023, Thiébaud décroche trois titres nationaux sur piste. En 2024, avec la Suisse, il échoue à se qualifier pour la poursuite par équipes des Jeux olympiques de Paris, ce qu'il met du temps à digérer. Le 23 août 2024, il établit un nouveau record de l'heure suisse avec 53,451 kilomètres sur le Vélodrome de Granges, améliorant la marque précédente de Claudio Imhof d'environ 1,335 kilomètres. Finalement, en décembre 2024, il annonce arrêter sa carrière à 25 ans pour des raisons économiques. Il explique : « le cycle olympique pour les Jeux de Los Angeles 2028 vient de débuter et il est très difficile de subvenir à ses besoins en tant que cycliste professionnel sur piste ».

## Palmarès sur piste

### Jeux olympiques
- Tokyo 2020
  - 8e de la poursuite par équipes

### Championnats du monde
- Apeldoorn 2018
  - 6e de la poursuite par équipes[9]

### Coupe du monde
- 2019-2020
  - 3e de la poursuite par équipes à Hong Kong

### Championnats d'Europe
| Édition / Épreuve                 | Poursuite individuelle | Poursuite par équipes | Course aux points | Américaine | Omnium |
| Anadia 2017 (juniors)             |                        | Bronze                |                   |            |        |
| Aigle 2018 (espoirs)              |                        | Argent                |                   |            |        |
| Gand 2019 (espoirs)               |                        | Bronze                | Argent            |            |        |
| Fiorenzuola d'Arda 2020 (espoirs) |                        |                       |                   | Argent     |        |
| Granges 2021                      |                        | Argent                |                   |            |        |
| Munich 2022                       | 6e                     |                       |                   |            |        |
| Granges 2023                      |                        | 7e                    |                   |            | 10e    |

### Championnats de Suisse
- 2018
  - 2e de la poursuite
  - 2e de l'américaine
- 2019
  - 2e de la course aux points
  - 3e de l'américaine
- 2022
  -  Champion de Suisse de l'américaine (avec Simon Vitzthum)
  -  Champion de Suisse du scratch
- 2023
  -  Champion de Suisse de l'omnium
  - 2e de la course par élimination
  - 2e de la scratch
  - 3e de la poursuite

## Palmarès sur route

### Par année
- 2015
  - 2e du Prix des Vins Henri Valloton débutants
  - 2e du championnat de Suisse sur route débutants
- 2017
  -  Champion de Suisse sur route juniors
  - Prix des Vins Henri Valloton juniors
  - 3e du championnat de Suisse du contre-la-montre juniors
- 2021
  -  Champion de Suisse sur route espoirs
  -  Champion de Suisse du contre-la-montre espoirs
- 2022
  - Tour de Basse-Navarre
- 2023
  - 2e du GP Cham-Hagendorn
  - 3e du championnat de Suisse des élites nationaux

### Classements mondiaux
| Année                                 | 2018  | 2019  | 2020  | 2021 |
| ------------------------------------- | ----- | ----- | ----- | ---- |
| Classement mondial                    | 2846e | 2809e | 2029e | 669e |
| UCI Europe Tour                       | 1885e | 1745e | 1472e | 530e |
|                                       |       |       |       |      |
| Légende : nc = non classéSource : UCI |       |       |       |      |